# Ørens Mekaniske Værksted
Ørens Mekaniske Værksted og Jernstøberi var en mekanisk verkstad i Trondheim. 
Ørens Mekaniske Værksted og Jernstøberi etablerades vid Nedre Elvehavn 1883 av ingenjören Edvard I. Olsen och började som reparationsvarv. Från 1890-talet hade verkstaden 70–80 anställda och byggde små ångfartyg. År 1896 utvidgades verksamheten med ett gjuteri, som bland annat göt kaminar, och 1900 med en slip för underhåll och reparation av fartyg. 1929 köptes Ilens Skipsverft i Ilsvika i Trondheim. Ørens Mekaniske Værksted gick i konkurs 1959 och såldes till Ila og Lilleby Smelteverker 1961. Gjuteriet lades ned på 1960-talet, medan fartygstillverkningen upphörde 1978. Verksamheten lades ned helt 1987. 
Sedan dess har Nedre Elvehavn byggts om till ett område med bostäder, köpcentrum och kontor.

## Byggda fartyg i urval
- S/S Fæmund I, 1887
- S/S Fæmund II, 1905
- M/S H.U. Sverdrup, forskningsfartyg, 1960[1]